# Freibank

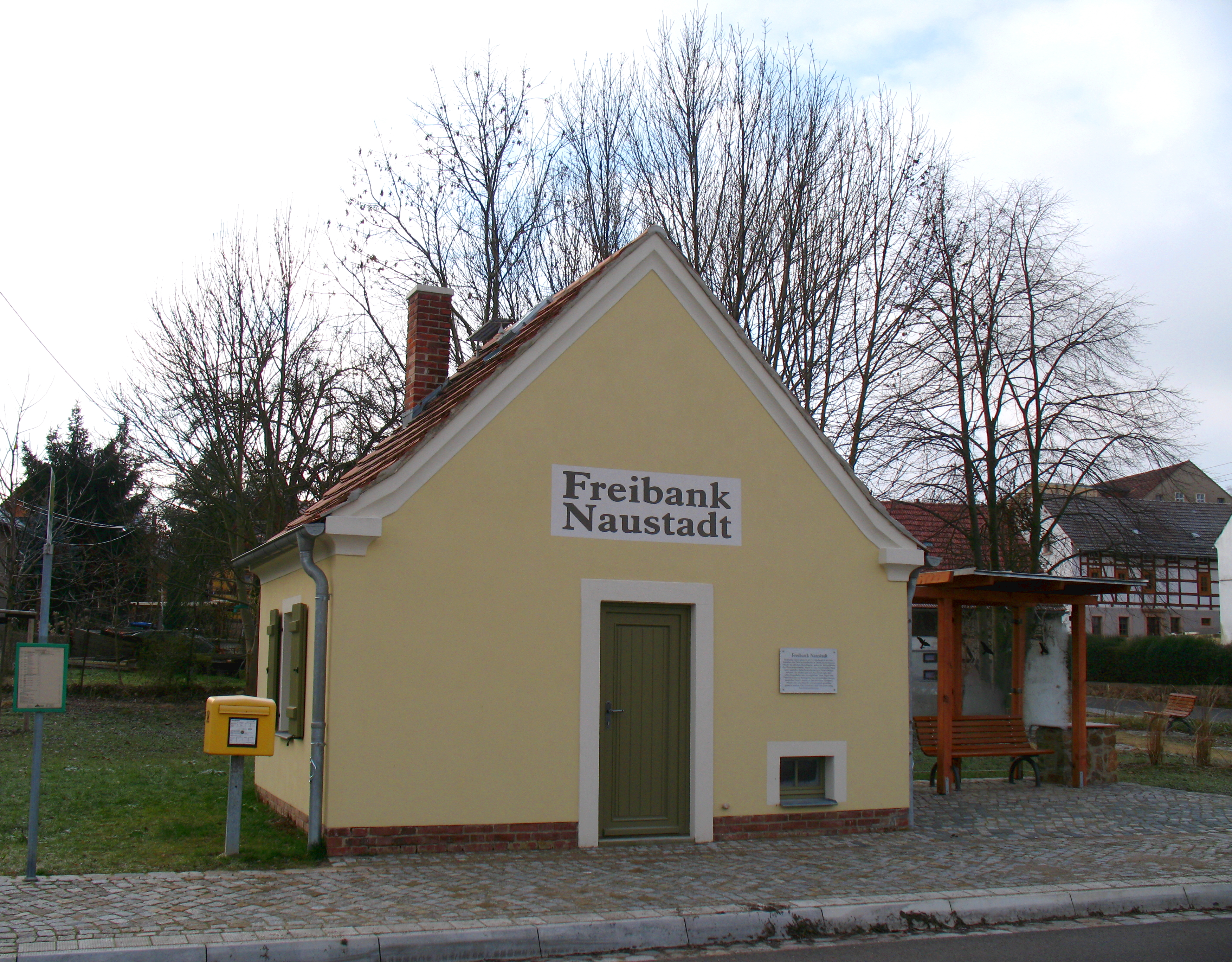
Gebäude der ehemaligen Freibank in Naustadt

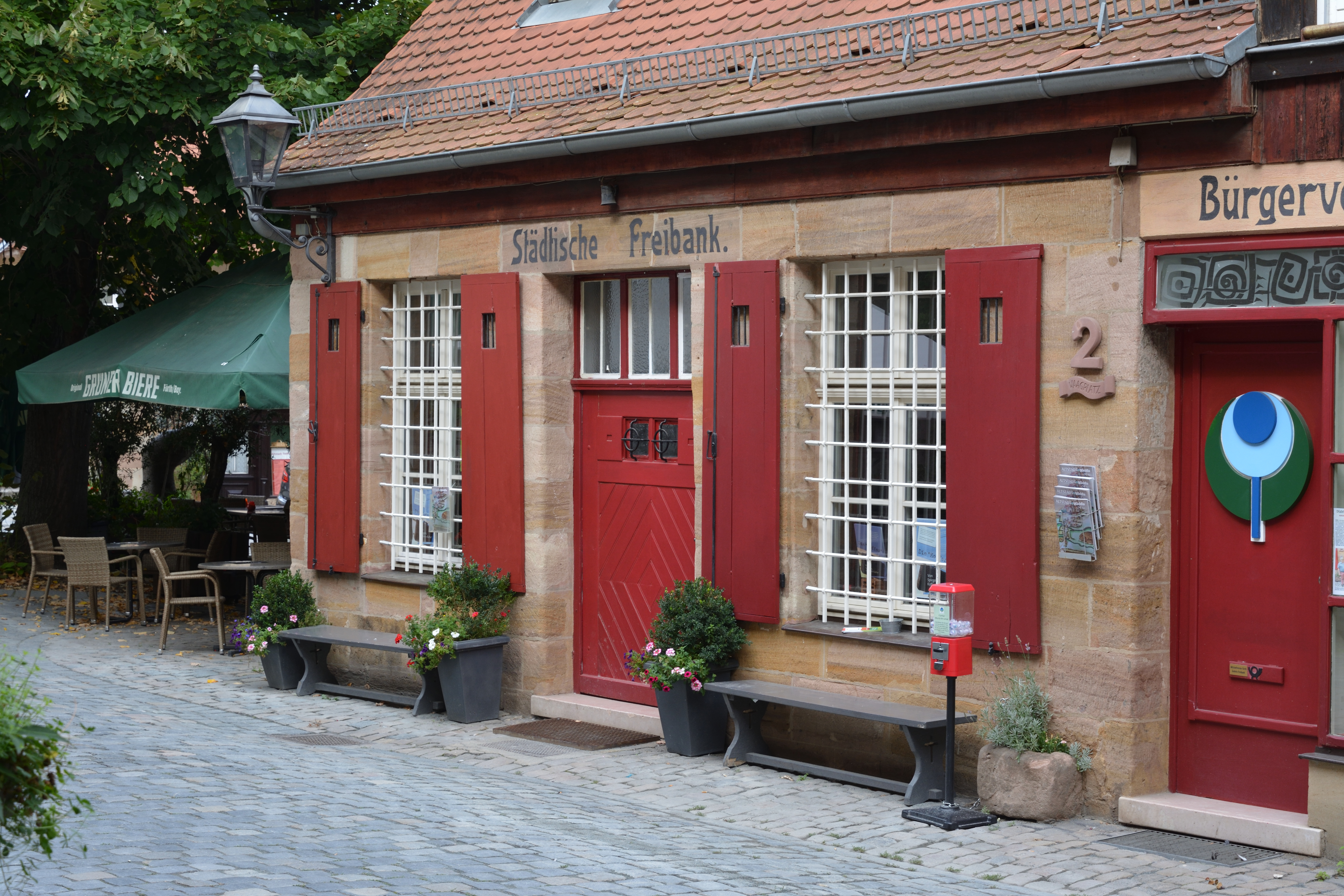
Das Gebäude der ehemaligen Freibank am Waagplatz in Fürth

Die Freibank war eine Einrichtung zum Verkauf minderwertigen, aber nicht gesundheitsschädlichen Fleisches, das in der Fleischbeschau als bedingt tauglich eingestuft wurde. Freibankfleisch stammte aus Schlachtung von Tieren, die eigentlich nicht für die Schlachtung bestimmt waren, das heißt die z. B. durch Unfälle, Notschlachtungen etc. zu Tode gekommen waren. Die Preise waren hier durchgehend niedriger als in den übrigen Verkaufseinrichtungen. Die Verwertung älterer Tiere war möglich, aber nicht die Regel, sondern es wurden mehr jüngere Tiere verarbeitet, die verunglückt waren oder deren tierärztliche Behandlung wirtschaftlich nicht mehr sinnvoll war. Die veterinärmedizinischen Untersuchungen für Fleisch, das in der Freibank verkauft wurde, waren aber erheblich gründlicher als bei allen Normalschlachtungen.

## Geschichte
Die Einrichtung gesonderter Verkäufe von minderwertigem Fleisch geht bereits auf das Mittelalter zurück. Zunächst wurde nur finniges (mit Bandwurmfinnen behaftetes Fleisch) auf der sogenannten Finnbank im Freien angeboten. Die Finnbank hatte zu dieser Zeit noch nichts mit der Freibank zu tun.
Der Begriff der Freibank wurde im späten Mittelalter geprägt und bezeichnet den 1553 durch eine bairische Landesverordnung freigegebenen Verkauf von Fleischwaren durch zunfts- und ortsfremde Metzger (nichtzünftigen Freimeister oder Freibankmetzger). Um dem Zunftmonopol der Zunftmetzger im 15. und 16. Jahrhundert entgegenzuwirken, boten sie ihre Waren unter dem Satze an. Ihre Verkaufstische (Freibänke) mussten dabei mindestens drei Schritte von den Zunftbänken der Zunftmetzger abseits stehen.
Nach dem Fall des Zunftmonopols und Inkrafttreten der Gewerbeordnung von 1862 übertrug sich der Begriff auf alle besonderen Verkäufe. Auch die gegen Ende des 19. Jahrhunderts entstehenden großen Schlachthöfe erhielten meist eine Freibank, die sich häufig in einem besonderen, für Käufer bequem zugänglichen Gebäude befand.
Die Freibank diente, insbesondere in einer Zeit des Mangels, der Verwertung möglichst aller tierischen Produkte. Seit den 1970er Jahren besteht mehr und mehr ein Überangebot an Fleisch, das zu relativ günstigen Preisen verkauft wird. Die Freibank hatte damit ihre wirtschaftliche Basis verloren.
Auch in der DDR gab es die Einrichtung der Freibank. Bis in die 1960er Jahre wurde Freibankfleisch aus wirtschaftlichen Gründen gern zum menschlichen Verzehr gekauft, da es billiger war und auch eine Alternative bei Versorgungsengpässen im Handel darstellte. Als sich in den 1970er und 1980er Jahren die Fleischversorgung stabilisierte, wurde Freibankfleisch vor allem als preisgünstigstes Hunde- und Katzenfutter gekauft, da kommerziell hergestelltes Futter nicht zu marktgerechten Preisen im Handel angeboten wurde. Im Gegensatz zu Fleisch für den menschlichen Verzehr, einschließlich Freibankfleisch, dessen Preise als sozialpolitische Maßnahme staatlich gestützt wurden, mussten die Preise für Fertigfutter die Produktionskosten decken.
Einer der letzten großen Freibankbetriebe in der Bundesrepublik Deutschland war die VESTIA Konserven und Fleischwarenfabrik GmbH & Co. KG mit Sitz in Gelsenkirchen. Im Zuge der Industrialisierung der Tierproduktion, der fallenden Erzeuger- und Verbraucherpreise gab es letztlich keinen Markt mehr für Freibankfleisch. Vestia gab deshalb 1995 auf.

## Gegenwart
Auch der Begriff Freibank ist eigentlich seit 1996 überholt, da der Bundesverband deutscher Banken die Politik aufforderte, den Begriff zu verbieten. Heute spricht der Gesetzgeber von besonderen Abgabestellen für Fleisch aus Isolierschlachtbetrieben. Diese sind gesetzlich vorgeschriebene Schlachtbetriebe für Krankschlachtungen. Von einer Krankschlachtung spricht man, wenn das Tier aufgrund schwerer physiologischer und funktioneller Störungen geschlachtet werden soll. Die Schlachtung solcher Tiere in normalen Schlachthöfen ist nicht zulässig. Die Abgabe des Fleisches darf nicht über normale Metzgereien erfolgen. Das Fleisch darf nur in besonderen Verkaufseinrichtungen, die meist dem Isolierschlachtbetrieb angeschlossen sind, angeboten werden. Das Fleisch ist minderwertig, aber noch für menschlichen Verzehr geeignet. Besteht regional keine Nachfrage, wird das Fleisch der Tierkörperbeseitigung zugeführt oder als Tierfutter verwertet. Für die Hersteller von Fertigfutter ist das sogenannte Freibankfleisch wegen der nicht kalkulierbaren und zu geringen Verfügbarkeit und der Ablehnung vieler Verbraucher nicht interessant.